# Bocchoris labarinthalis
Bocchoris labarinthalis là một loài bướm đêm trong họ Crambidae.